# مونتی مارکام
مونتی مارکام (انگلیسی: Monte Markham؛ زادهٔ ۲۱ ژوئن ۱۹۳۵) هنرپیشه و صداپیشه اهل ایالات متحده آمریکا است.
از فیلم‌ها یا برنامه‌های تلویزیونی‌ای که او در آن نقش داشته‌است می‌توان به جک هالبورن و تعقیب آتشین اشاره کرد.